# لایشترفلده (برلین)
لایشترفلده (به آلمانی: Berlin-Lichterfelde) یک منطقهٔ مسکونی در آلمان است که در Steglitz-Zehlendorf واقع شده‌است. لایشترفلده ۷۸٬۳۳۸ نفر جمعیت دارد.